# Plasmodiale slijmzwammen
De plasmodiale slijmzwammen of echte slijmzwammen (Myxogastrea, Myxogastria, Myxogastromycetidae of Eumixa, soms ook Myxomycota) vormen een klasse van de slijmzwammen. 

## Bouw
De plasmodiale slijmzwammen worden gekenmerkt door de vorming van een plasmodium, een eenheid van samengesmolten cellen waarin de oorspronkelijke celkernen aanwezig blijven. Er bevinden zich meer dan 10.000 celkernen in zo'n plasmodium, die zich synchroon delen. Een dergelijk plasmodium kan vrij groot worden, soms tot aan een vierkante meter. In het cytoplasma worden kanalen gevormd ter bevordering van diffusie en transport van organellen, met name voedingsvacuolen en secretie-organellen. Deze kanalen zien eruit als aders, die zich door het cytoplasma vertakken.

## Gedrag
Plasmodiale slijmzwammen kunnen zich bewegen en laten daarbij vaak een zichtbaar spoor achter. Ze voeden zich met micro-organismen en sporen en hyfen van schimmels. Na verloop van tijd ontstaan er sporenlichamen aan de bovenkant, waarin door meiose haploïde sporen ontstaan. Bij gunstige omstandigheden worden de sporen losgelaten. Ze moeten zich dan verenigen met een complementaire spore, waaruit dan een diploïde cel ontstaat, die weer kan uitgroeien tot een plasmodium.
Het is gebleken dat plasmodiale slijmzwammen  een zeker 'intelligent' gedrag vertonen. Ze zijn in staat om in een doolhof de kortste weg naar een voedselbron te vinden en ze kunnen hun lichaam zodanig van vorm veranderen dat ze maximaal profijt halen van meerdere voedselbronnen. De delen van het lichaam blijven dan onderling verbonden met buisvormige structuren.

## Ecologie
In een Russisch onderzoek worden vier habitats met een verschillende soortensamenstelling onderscheiden:
- Rottend hout. Zo'n 30-70% van alle soorten leven in dit habitat, vooral in gematigde en boreale klimaatzones. De meeste van deze soorten vormen grote, macroscopische plasmodia. Ze hebben meestal een duidelijke seizoensvoorkeur in de vorming van sporen.
- De bast van levende bomen en struiken. Bijna alle soorten vormen slechts zeer kleine plasmodia.
- De bovenste bodemlaag. Soorten leven op afgevallen blad en andere afgevallen plantendelen. In tropische klimaatzones komen hier de meeste soorten voor. Ze vormen veelal grote plasmodia, maar zijn moeilijk te vinden. Ook deze hebben meestal een duidelijk seizoensgebonden piek in sporenvorming.
- Op uitwerpselen van herbivore zoogdieren en vogels. Dit zijn gespecialiseerde organismen en er zijn relatief weinig soorten.

Daarnaast zijn er enkele specifieke habitats, zoals in mossen, waarschijnlijk gerelateerd aan slijmalgen, en hoog in de bergen op plantenresten in de buurt van smeltwater.

## Indeling
Er zijn 600 - 1000 soorten beschreven, die in een aantal ordes worden ondergebracht. Bij het onderscheiden van soorten spelen morfologische eigenschappen van sporenlichamen een essentiële rol.
- Physarales of Physariida, onder andere heksenboter (Fuligo septica) en glanzend druivenpitje (Leocarpus fragilis).
- Liceales of Liceida, onder andere bloedweizwam (Lycogala epidendrum) en zilveren boomkussen (Reticularia lycoperdon)
- Trichiales of Trichiida, onder andere netvormig langdraadwatje (Hemitrichia serpula)
- Stemonitales of Stemonitida, onder andere grootmazig netpluimpje (Stemonitis splendens)